# パム・シュライバー

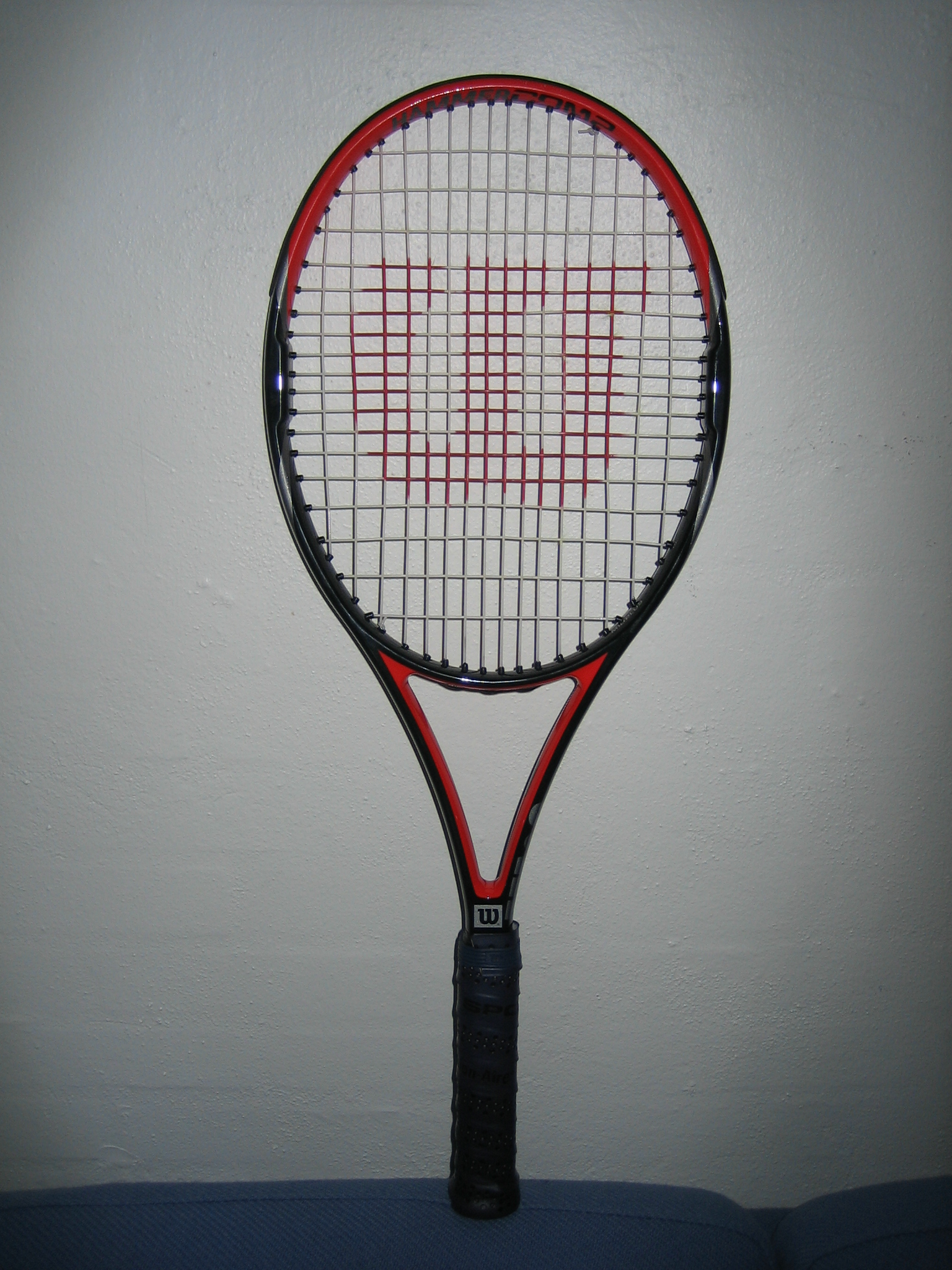
テニスのラケット。シュライバーは打球面の大きい「デカラケ」を使用した時期がある

パメラ・ハワード・シュライバー（Pamela "Pam" Howard Shriver、1962年7月4日 - ）は、アメリカ・メリーランド州ボルチモア出身の元女子プロテニス選手。1978年の全米オープン女子シングルス準優勝者で、ダブルスの名手として一時代を築いた名選手である。WTAツアーでシングルス21勝、ダブルス111勝を挙げた。自己最高ランキングはシングルス3位、ダブルス1位。

## 選手経歴
1978年の全米オープンにて、16歳2ヶ月の若さでシングルス決勝進出を果たす。そこでクリス・エバートに 5-7, 4-6 で敗れて準優勝になったが、この時シュライバーは打球面の面積が広いテニスラケットを使用して大きな話題を呼んだ。この影響で「デカラケ」が一般テニス愛好家にも大流行し、国際テニス連盟（ITF）もテニスラケットのサイズに関する厳密な規定を設けた。シュライバー自身は4大大会のシングルス決勝進出はこの1度だけで終わったが、その後ダブルスで目覚ましい活躍を見せる。
プレースタイルは、長身から繰り出す威力あるサーブとネットプレーを得意とし、ストローク戦ではフォアハンドすらトップスピンの強打は皆無で隙あらばネットに詰めていく典型的なネットプレイヤー（彼女ほど極端なスタイルも珍しい）。
1981年から1992年まで、シュライバーはマルチナ・ナブラチロワとペアを組み、天下無敵のダブルスとして女子テニス界に君臨した。2人のペアは4大大会ダブルスで「20勝」を挙げ、1983年のウィンブルドンから1985年の全仏オープンまで8大会連続優勝を飾り、1983年 - 1985年にかけて「109連勝」の記録を樹立する。前人未到の大記録は、1985年のウィンブルドン女子ダブルス決勝で止まった。シュライバー自身は1991年の全米オープンで4大大会ダブルス「21勝」を挙げたが、この時のパートナーはナターシャ・ズベレワ（ベラルーシ）であった。
1988年のソウル五輪で、シュライバーはジーナ・ガリソンとペアを組み、アメリカ代表として女子ダブルスの金メダルを獲得した。オリンピックにおけるテニス競技は、1926年に世界初のプロテニス選手が登場したことから、1928年のアムステルダム五輪以後は公式種目から除外された。このソウル五輪でプロテニス選手の出場が認められ、1924年パリ五輪以来64年ぶりにオリンピック競技としてのテニスが復活する。オリンピックはアマチュアの祭典である、という基本理念を覆す決定がなされたため、当時は大きな波紋を呼んだ出来事だった。その記念すべき大会で、シュライバーとガリソンは決勝でチェコスロバキア代表のヘレナ・スコバ＆ヤナ・ノボトナ組を 4-6, 6-2, 10-8 の激戦の末に破り、テニス女子ダブルス「復活金メダル」の第1号ペアとなった。シングルスでは、シュライバーは準々決勝でガリソンに 2-6, 3-6 で敗れた。
シュライバーは混合ダブルスでも、1987年の全仏オープンでエミリオ・サンチェス（スペイン）と組んだ優勝がある。
シングルスでは1988年に日本の「東レ パン・パシフィック・オープン・テニストーナメント」を含む4勝を挙げたが、同年10月にスイスで行われた「ヨーロッパ室内選手権」がシュライバーの最後のシングルス優勝になった。ダブルスでは1994年の東レ パン・パシフィック・オープン・テニストーナメントと「全米ハードコート選手権」まで優勝記録がある。1997年2月に34歳で現役を引退し、現在はテレビ解説者として活躍している。2002年に国際テニス殿堂入りを果たした。
テニス仲間たちに対する気配りの良さでも知られ、1996年11月に行われた女子ツアー年間最終戦チェイス選手権の会場で開かれた伊達公子のための「引退式典」はシュライバーが司会を務めた。

## 主なダブルス優勝
- 全豪オープン　女子ダブルス：7勝（1982年-1985年・1987年-1989年）　［1986年の全豪オープンは開催せず。したがって大会7連覇］
- 全仏オープン　女子ダブルス：4勝（1984年・1985年・1987年・1988年）／混合ダブルス：1勝（1987年）
- ウィンブルドン　女子ダブルス：5勝（1981年-1984年・1986年）
- 全米オープン　女子ダブルス：5勝（1983年・1984年・1986年・1987年・1991年）
- オリンピック　1988年ソウル五輪・女子ダブルス金メダル　［パートナー：ジーナ・ガリソン］

## 4大大会成績

### シングルス
| 大会           | 1978  | 1979  | 1980  | 1981  | 1982  | 1983  | 1984  | 1985  | 1986  | 1987  | 1988  | 1989  | 1990  | 1991  | 1992  | 1993  | 1994  | 1995  | 1996  | 1997  | SR     |
| -------------- | ----- | ----- | ----- | ----- | ----- | ----- | ----- | ----- | ----- | ----- | ----- | ----- | ----- | ----- | ----- | ----- | ----- | ----- | ----- | ----- | ------ |
| 全豪オープン   |       |       | QF    | SF    | SF    | SF    | QF    | 3R    | NH    | QF    | 4R    | 3R    | 3R    | 3R    | 3R    | 1R    | 2R    | 1R    | 1R    |       | 0 / 16 |
| 全仏オープン   |       |       |       |       |       | 3R    |       |       |       |       |       |       |       |       |       |       | 1R    |       |       |       | 0 / 2  |
| ウィンブルドン | 3R    | 2R    | 4R    | SF    | 4R    | 2R    | QF    | QF    | 1R    | SF    | SF    | 3R    |       | 3R    | 2R    |       | 3R    | 1R    | 2R    |       | 0 / 17 |
| 全米オープン   | F     | 1R    | QF    | 4R    | SF    | SF    | QF    | QF    | QF    | QF    | 2R    | 1R    |       | 3R    | 2R    | 1R    | 2R    | 2R    | 1R    |       | 0 / 18 |
| SR             | 0 / 2 | 0 / 2 | 0 / 3 | 0 / 3 | 0 / 3 | 0 / 4 | 0 / 3 | 0 / 3 | 0 / 2 | 0 / 3 | 0 / 3 | 0 / 3 | 0 / 1 | 0 / 3 | 0 / 3 | 0 / 2 | 0 / 4 | 0 / 3 | 0 / 3 | 0 / 0 | 0 / 53 |
|                |       |       |       |       |       |       |       |       |       |       |       |       |       |       |       |       |       |       |       |       |        |
| 順位           | 13    | 33    | 9     | 7     | 6     | 4     | 4     | 4     | 6     | 4     | 5     | 17    | 66    | 37    | 31    | 38    | 63    | 110   | 189   |       |        |

### ダブルス
| 大会           | 1978  | 1979  | 1980  | 1981  | 1982  | 1983  | 1984  | 1985  | 1986  | 1987  | 1988  | 1989  | 1990  | 1991  | 1992  | 1993  | 1994  | 1995  | 1996  | 1997  | DR      |
| -------------- | ----- | ----- | ----- | ----- | ----- | ----- | ----- | ----- | ----- | ----- | ----- | ----- | ----- | ----- | ----- | ----- | ----- | ----- | ----- | ----- | ------- |
| 全豪オープン   | A     | A     | QF    | F     | W     | W     | W     | W     | NH    | W     | W     | W     | 1R    | 2R    | SF    | F     | SF    | 2R    | 1R    | 1R    | 7 / 16  |
| 全仏オープン   | A     | A     | A     | A     | A     | A     | W     | W     | A     | W     | W     | A     | A     | A     | A     | 2R    | 2R    | A     | A     | A     | 4 / 6   |
| ウィンブルドン | 1R    | A     | QF    | W     | W     | W     | W     | F     | W     | QF    | 3R    | SF    | A     | SF    | SF    | SF    | QF    | QF    | 3R    | 1R    | 5 / 16  |
| 全米オープン   | SF    | 3R    | F     | SF    | SF    | W     | W     | F     | W     | W     | SF    | F     | A     | W     | SF    | 3R    | 3R    | QF    | 1R    | A     | 5 / 15  |
| DR             | 0 / 0 | 0 / 0 | 0 / 1 | 1 / 2 | 2 / 3 | 3 / 3 | 4 / 4 | 2 / 4 | 2 / 2 | 3 / 4 | 2 / 4 | 1 / 3 | 0 / 1 | 1 / 3 | 0 / 3 | 0 / 4 | 0 / 4 | 0 / 3 | 0 / 3 | 0 / 2 | 21 / 53 |
|                |       |       |       |       |       |       |       |       |       |       |       |       |       |       |       |       |       |       |       |       |         |
| ランク         |       |       |       |       |       |       | 2     | 1     | 2     | 2     | 2     | 4     | 92    | 9     | 7     | 7     | 12    | 18    | 91    | 249   |         |

## 私生活
私生活では、1999年にウォルト・ディズニー社の弁護士だった最初の夫と死別した後、2002年に2代目ジェームズ・ボンドだった俳優のジョージ・レーゼンビーと再婚し、双子を含む3人の子供をもうけたが、結婚から6年後の2008年に離婚。。企業家としても知られ、故郷にあるボルチモア・オリオールズの株主兼共同オーナーの1人も務めている。また共和党支持者としても有名である。彼女の生まれたシュライバー家は合衆国建国以前からの政治的名家として有名で、祖先の一人デビッド・シュライバーは1776年のメリーランド州憲法制定会議にフレデリック郡代表議員として参加した人物の一人である。またシュライバー家のサージェント・シュライバーとケネディ家のユーニス・ケネディが結婚していることから、ケネディ家との縁戚関係も持っている。